# Георгиев, Георгий (горнолыжник)
Георгий Георгиев (болг. Георги Георгиев, род. 20 октября 1987 года, София, Болгария) — болгарский горнолыжник, участник зимних Олимпийских игр 2014 года.

## Спортивная биография
Заниматься горными лыжами Георгиев начал в раннем детстве, катаясь вместе с отцом в горном массиве Витоша. В 6 лет его записали в Boyana ski club. На соревнованиях под эгидой FIS Георги начал выступать в 2003 году. Довольно часто Георгиев попадал в десятку в гонках FIS и национальных чемпионатах. В 2007 году он выступил на зимней Универсиаде, где занял лишь 45-е место в гигантском слаломе. С 2008 года Георгиев стал принимать участия в соревнованиях Кубка Европы, а с 2012 года и в Североамериканском Кубке, причём в каждом из этих Кубков Фалату удавалось набирать зачётные очки. В 2011 году Георгиев принял участие в чемпионате мира. Болгарскому горнолыжнику удалось продемонстрировать очень высокие результаты: так в комбинации Георгиев занял итоговое 11-е место. В Кубке мира Георгиев дебютировал 12 декабря 2008 года на этапе во французском городе Валь-д'Изер, причём он сразу смог завоевать свои первые очки, заняв 21-е место в комбинации.
В 2014 году Георгиев дебютировал на зимних Олимпийских играх. В первом виде программы, в скоростном спуске болгарский горнолыжник, показав время 2:12,49, занял 36-е место, проиграв чемпиону австрийцу Маттиасу Майеру более 6 секунд. В суперкомбинации Георгий не смог завершить второй вид соревновательный программы. В соревнованиях в супергиганте Георгиев показал 41-е время, отстав от первого места чуть более, чем на 4 секунды. В слаломе болгарский спортсмен не смог завершить первую попытку.
Использует лыжи фирмы Atomic.

## Результаты

### Олимпийские игры
| Олимпийские игры | Скоростной спуск | Супергигант | Гигантский слалом | Слалом | Комбинация |
| ---------------- | ---------------- | ----------- | ----------------- | ------ | ---------- |
| Сочи 2014        | 36               | 41          | —                 | DNF1   | DNF2       |

### Чемпионат мира
| Чемпионат мира           | Скоростной спуск | Супергигант | Гигантский слалом | Слалом | Комбинация |
| ------------------------ | ---------------- | ----------- | ----------------- | ------ | ---------- |
| Валь-д'Изер 2009         | —                | 40          | 61                | DNF1   | DNF1       |
| Гармиш-Партенкирхен 2011 | 36               | 30          | 45                | DNF1   | 11         |
| Шладминг 2013            | —                | 52          | —                 | BDSQ1  | DNF2       |

## Личная жизнь
- Его младший брат Светослав, также занимается горнолыжным спортом.